# Liste der Monuments historiques in Orsonville
Die Liste der Monuments historiques in Orsonville führt die Monuments historiques in der französischen Gemeinde Orsonville auf.

## Liste der Bauwerke
| Bezeichnung                                 | Beschreibung | Standort | Kennzeichnung | Schutzstatus | Datum | Bild |
| ------------------------------------------- | ------------ | -------- | ------------- | ------------ | ----- | ---- |
| Kirche St-Denis                             |              | (Lage)   | PA00087560    | Inscrit      | 1939  |      |
| Portal der Ferme de Gauvilliers (Bauernhof) |              | (Lage)   | PA00087561    | Inscrit      | 1969  |      |

## Liste der Objekte
- Monuments historiques (Objekte) in Orsonville in der Base Palissy des französischen Kultusministeriums